# Melvin Raffin
Melvin Raffin (Bourg-la-Reine, 9 agosto 1998) è un triplista francese.

## Palmarès
| Anno | Manifestazione         | Sede      | Evento       | Risultato | Prestazione | Note |
| ---- | ---------------------- | --------- | ------------ | --------- | ----------- | ---- |
| 2015 | Mondiali U18           | Cali      | Salto triplo | 11º       | 14,61 m     |      |
| 2016 | Camp. Mediterraneo U23 | Tunisi    | Salto triplo | Oro       | 16,47 m     |      |
| 2016 | Europei U23            | Bydgoszcz | Salto triplo | Bronzo    | 16,37 m     |      |
| 2017 | Europei indoor         | Belgrado  | Salto triplo | 5º        | 16,92 m     |      |
| 2017 | Europei U23            | Grosseto  | Salto triplo | Bronzo    | 16,82 m     |      |
| 2017 | Europei U23            | Grosseto  | 4×100 m      | 5º        | 39"88       |      |
| 2017 | Mondiali               | Londra    | Salto triplo | 24º (q)   | 16,18 m     |      |
| 2021 | Europei indoor         | Toruń     | Salto triplo | 14º (q)   | 15,29 m     |      |
| 2021 | Giochi olimpici        | Tokyo     | Salto triplo | Finale    | nm          |      |
| 2022 | Mondiali indoor        | Belgrado  | Salto triplo | 6°        | 16,68 m     |      |
| 2025 | Europei indoor         | Apeldoorn | Salto triplo | 8ª        | 16,08 m     |      |
| 2025 | Mondiali indoor        | Nanchino  | Salto triplo | nm        | nm          |      |